# Æbleskivepande
En æbleskivepande eller et æbleskivejern er en særlig pande til stegning af æbleskiver. Den har et antal halvkugledeformede fordybninger (typisk syv). Fordybningerne i den opvarmede pande smøres normalt med smør hvorefter den flydende æbleskivedej hældes i. Efter nogle minutter kan æbleskiverne vendes og endeligt undersøges med et bagepind om de er færdige (den skal komme tør ud).